# キドカラー
キドカラーは、1970年代に日立製作所が製造・販売していたカラーテレビの商標・愛称である。

## 特徴
この愛称を用いたカラーテレビは1968年に発売された。カラーテレビの輝度を上げるため、ユウロピウムやテルビウムといった希土類元素をブラウン管内部の蛍光体材料として用いたことによる。「輝度」と「希土」からもじって名付けられた。当時、赤色の発色の良さを売り物にしていた。

## パブリシティ
第二次大戦後の日本で初の民間飛行船「キドカラー号」を使った宣伝が行われるなど、当時としては非常に画期的なプロモーション活動が行われた。発売当時は飛行船の胴体に商品名と日立のロゴを記し、飛行船からはザ・ピーナッツの歌うCMソング『日立キドカラーの歌』を流し、日本全国を縦断した。
後にテレビが真空管からトランジスタ化され、「ポンパ」君という鳥のキャラクターを使ったプロモーションも行われた。ポンパとは、真空管を使用しないため電源スイッチを“ポン”と入れたらすぐに“パッ”と映ると言う意味である。
1970年10月14日から1971年6月25日にかけて、ポンパおよびキドカラーなどの日立の家電製品の宣伝列車である日立ポンパ号という名称の宣伝列車が、全国約2万kmを巡回した。蒸気機関車が牽引する宣伝用のカラフルな塗装が施された客車内部はショールームになっており、製品のデモがおこなわれた。特に全国的なイベントとは無縁だった都市から離れた沿線の町村では大変な話題となった。
1970年代後半には、CMキャラクターとして王貞治（当時読売巨人軍選手）が起用された。当時は、1977年に王が本塁打の世界記録を達成した時期であり、「日立キドカラー　技」のCMには王が素振りを行ったり756本塁打を放った時の映像などが登場していた。また、音声多重キドカラーも登場しており、こちらもCMは王貞治とチャウチャウ犬を起用した。また、日立が筆頭スポンサーを務めていた歌謡番組『ザ・ベストテン』（TBS系）と「コンピューター キドカラー」のコラボレーションによるCMが同番組内で放送された。
「キドカラー」のネーミングは、1990年代以降は使われていない。
1970年代からは、日本コロムビア（現：デノン）にもOEM供給された。期間は1995年までのようである。これは、「トランパ」「ファインカラー」シリーズと名付けて販売されていた。ただし、一部の大型テレビのみDENONブランドで発売された。この他に同じ日立グループの日立電子にも業務向けに、カラーモニターがOEMされている。
なお、「キドカラー」及び「ポンパ」の商標権は、2013年現在も日立製作所が保有しているが、カラーテレビ市場からは2018年に撤退している。